# Тяжёлый межпланетный корабль

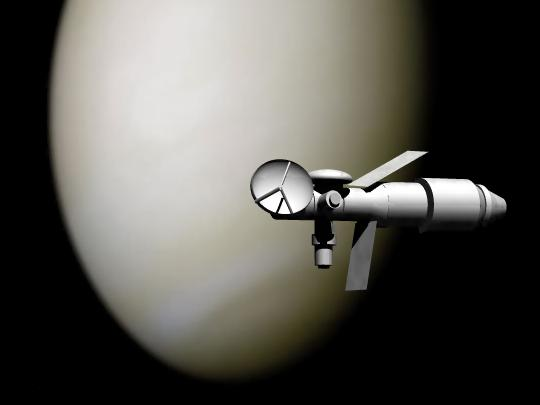
Тяжёлый межпланетный корабль в представлении художника

Тяжёлый межплане́тный кора́бль — разрабатывавшийся в начале 1960-х годов в СССР пилотируемый космический корабль, предназначавшийся для многолетних космических экспедиций и высадок космонавтов на ближайшие планеты Солнечной системы (Марс и в обозримом будущем Венера). Запуск корабля к Марсу был запланирован на 8 июня 1971 года (великое противостояние, когда планеты сближаются на наименьшее расстояние), возвращение — на 10 июля 1974 года.
В проектном отделе ОКБ-1 под руководством Михаила Клавдиевича Тихонравова рассматривались различные варианты кораблей для полёта к Марсу. Исследования велись параллельно двумя группами конструкторов под руководством Глеба Юрьевича Максимова и Константина Петровича Феоктистова.

## Проект Максимова
Разрабатывавшийся Г. Ю. Максимовым проект был нацелен на относительно скорую реализацию программы доступными на тот момент средствами. Предполагалось создать небольшой по массе корабль, рассчитанный на экипаж из трёх космонавтов. Разрабатываемый план предусматривал облёт Марса с исследованием на пролётной траектории и без посадки на его поверхность или без выхода на околомарсианскую орбиту с последующим возвращением корабля в район Земли с посадкой отделяемого спускаемого аппарата.

## Проект Феоктистова
Проект К. П. Феоктистова подразумевал более сложную многопусковую схему со сборкой ТМК на околоземной орбите и последующим его разгоном к Марсу. По плану двигатели корабля получали энергию от ядерной энергетической установки. Отталкиваясь от заданной траектории полёта с возвращением в район Земли, продолжительность полёта по которой превышает год, авторы проекта уделили большое внимание разработке систем жизнеобеспечения экипажа корабля. Прорабатывались вопросы регенерации кислорода, моделирования замкнутой экологической системы Земли, запаса пищи, психологических вопросов длительного пребывания экипажа в замкнутом пространстве корабля, защиты экипажа от солнечных вспышек и галактического фонового излучения и другие.

## Замораживание проекта
Разработка ТМК первого варианта показала целесообразность создания на Земле экспериментального комплекса, данная идея была реализована. Работы по реализации второго варианта в 1969 году закончились выпуском аванпроекта. В начале 1970-х годов было решено создать орбитальные станции, чтобы понять, можно ли длительно летать в космосе без создания искусственной тяжести; позже руководство страны задумало реализовывать лунную программу. Приоритеты сместились в направлении работ по этим двум проектам. Позже закрытие работ по одному из ключевых элементов ТМК — ракете H1 — привело к быстрому свёртыванию программы.